# Агилар, Альфредо
Альфре́до Агила́р (исп. Alfredo Aguilar; род. 18 июля 1988, Сан-Эстанислао, Сан-Педро) — парагвайский футболист, вратарь клуба «Спортиво Лукеньо» и сборной Парагвая.

## Биография

### Клубная карьера
Агилар — воспитанник клуба «Гуарани». В 2007 году он был включён в заявку команды на участие в чемпионате. В 2010 году Альфредо стал чемпионом Парагвая, хотя не провёл на поле ни минуты. 17 февраля 2013 года в матче против «Депортиво Капиата» он дебютировал в парагвайской Примере. В том же сезоне, а также через год Альфредо помог «Гуарани» дважды занять второе место в чемпионате. В 2016 году Агилар стал чемпионом Парагвая. В начале 2018 года Альфредо перешёл в столичную «Олимпию». 12 февраля в матче против «Хенераль Диас» он дебютировал за новый клуб. В своём дебютном сезоне Агилар стал чемпионом страны.

### Международная карьера
В 2016 году Агилар принял участие в Кубке Америки в США. На турнире он был запасным и на поле не вышел. 12 июня 2018 года товарищеском матче против сборной Японии Гамарра дебютировал за сборную Парагвая.

## Достижения
Командные
- Чемпион Парагвая (6): Апертура 2010, Клаусура 2016, Апертура 2018, Клаусура 2018, Апертура 2019, Клаусура 2019